# البولونيز

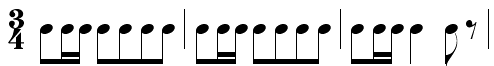
إيقاع نموذجي للبولونيز

البولونيز هي رقصة بولندية الأصل، واسعة الانتشار في حفلات الكرنفال . تعتبر رقصة البولونيز دائمًا أول رقصة في للطلاب ("رقصة طلابية")، حيث تكون لحفلة التخرج التي تحدث قبل الامتحانات بحوالي 100 يوم.

## تأثير البولونيز في الموسيقى
يشير تدوين الا بولاكا (الإيطالية: بولاكا تعني «البولونيز») على النتيجة الموسيقية إلى أنه يجب عزف القطعة بإيقاع وشخصية البولونايز. على سبيل المثال، تتميز الحركة الثالثة لكونشرتو بيتهوفن الثلاثي. 56، التي تحمل علامة «روندو الا بولاكا»، وخاتمة اختلافات شوبان في «Là ci darem la mano» بهذا التدوين. في كتابه الموسيقى الكلاسيكية: التعبير والشكل والأسلوب، يستشهد ليونارد جي راتنر بالحركة الرابعة من سيريناد لبيتهوفن في دي ميجور، Op. 8، التي تحمل علامة الغريتو الا بولاكا»، كمثال تمثيلي لموضوع رقص البولونيز (راتنر 1980، الصفحات 12-13)
تعتبر بولونايز لفريديريك شوبان بشكل عام أشهر موسيقى بولونيه في الموسيقى الكلاسيكية . ومن بين الملحنين الآخرون الذين كتبوا البولينايز أو مقطوعات بإيقاع البولونيز هم يوهان سيباستيان باخ ، جورج فيليب تيلمان ، فولفغانغ أماديوس موزارت ، لودفيغ فان بيتهوفن ، كارول كوربينسكي ، جوزيف إلسنر ، ماريا أجاتا زيمانوفسكا ، هنريك فيينيا ويسكي ، فرانز شوبر ، روبرت ماريا شومان ، فرانز ليزت ، يوهان كاسبار ميرتس ، موريتز موسكوفسكي ، موديست موسورجسكي ، نيكولاي ريمسكي كورساكوف ، بيوتر إيليتش تشايكوفسكي وألكسندر سكريبين .
كان الملحن الأمريكي إدوارد ألكسندر ماكدويل اخر غزير الإنتاج.
كتب جون فيليب سوزا كتاب بولونيز الرئاسي، الذي يهدف إلى إبقاء الزوار يتحركون بسرعة عبر خط استقبال البيت الأبيض . كتبها سوزا عام 1886 بعد اقتراح من الرئيس تشيستر أ. آرثر . 
تتضمن أوبرا تشايكوفسكي يوجين أونجين ، وهي مقتبسة من رواية ألكسندر بوشكين في الشعر ، بولونيز شهير.

## رقصة وطنية
البولونيز هي رقصة بولندية وهي واحدة من خمس رقصات وطنية تاريخية في بولندا.  والبعض الآخر هم (مازور,مازوركا) و كوجاوك و كراكوفياك و اوبريك ، وآخر ثلاث رقصات شعبية قديمة.  نشأت بولونيز كرقصة فلاحية معروفة بأسماء مختلفة - chodzony ("pacer") ، chmielowy ("hops") ، pieszy ("walker") أو wielki ("عظيم") ، والتاي تم تسجيلها في وقت مبكر من القرن الخامس عشر. في القرون اللاحقة ، اكتسبت شعبية بين النبلاء وسكان المدينة.  

## خارج بولندا

### بولونيز في المحاكم الفرنسية
تم تقديم البولونيز أو البولونيز لأول مرة في القرن السابع عشر في المحاكم الفرنسية ، على الرغم من أن الشكل نشأ في بولندا وكان شائعًا جدًا في جميع أنحاء أوروبا. تم تصميم هذه الرقصة بطول 3/4 متر للترفيه عن البلاط الملكي الفرنسي. تم استخدام مصطلح بولونيز على مصطلح بولونيز في بداية القرن الثامن عشر.

### الأميرة آنا ماريا من ساكسونيا
جمعت الأميرة آنا ماريا من ساكسونيا ورقة الموسيقى للبولوني طوال حياتها ، وجمعت أكثر من 350. ركزت مجموعتها على أفضل الأمثلة على الأجهزة.

### مالوكو
البولون (إما من بولونيز الهولندي ، أو ربما من بولونسا البرتغالية) هي سمة مشتركة لحفلات الزفاف في مالوكو . رقصة جماعية محددة بشكل فضفاض ، تشبه عادة رقصة الريف أو سيليده، أو في بعض الحالات رقصة الخط.

## صالة عرض

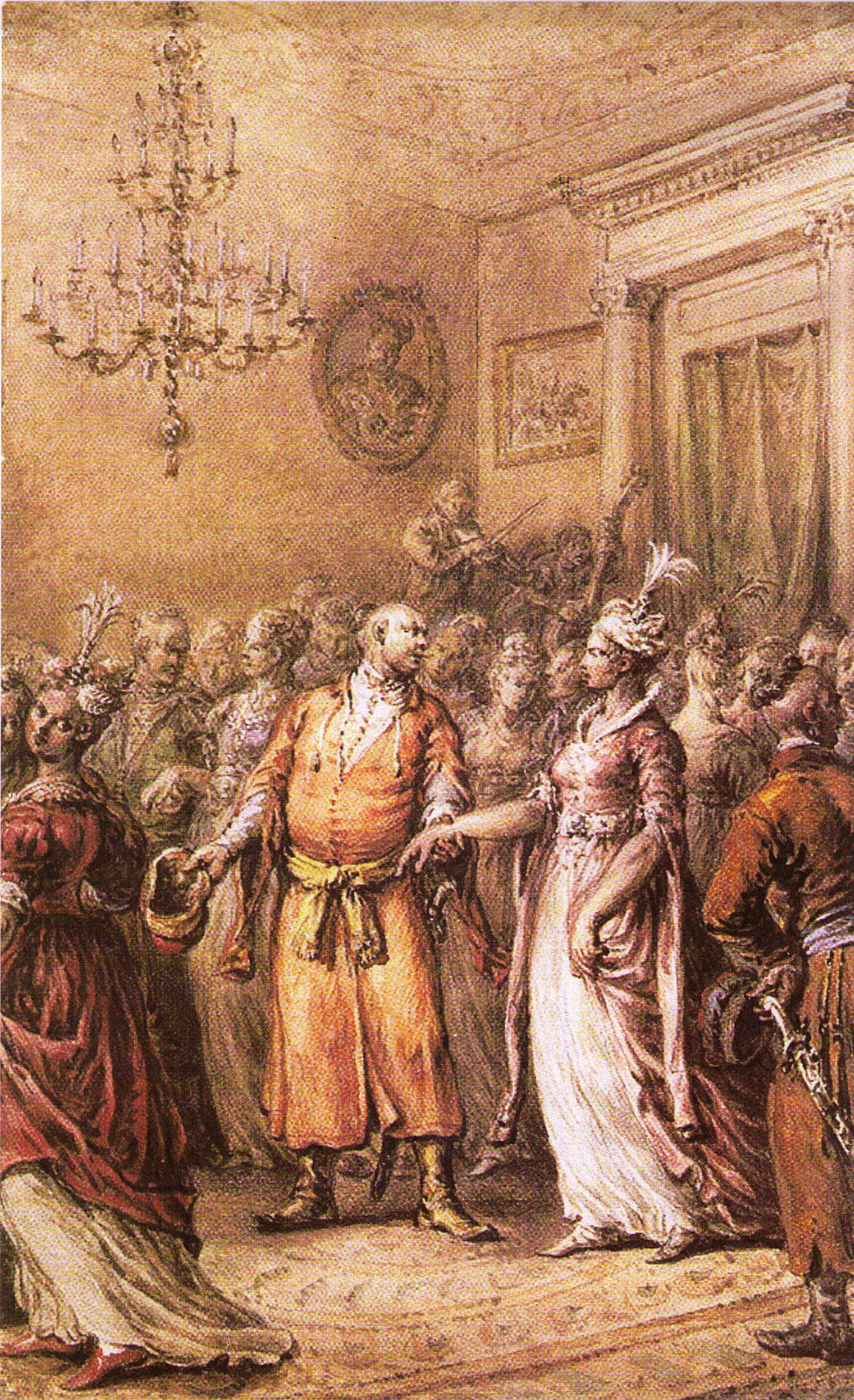
النبلاء البولنديون يرقصون بولونيز ، رسم جان بيوتر نوربلين  [لغات أخرى]‏
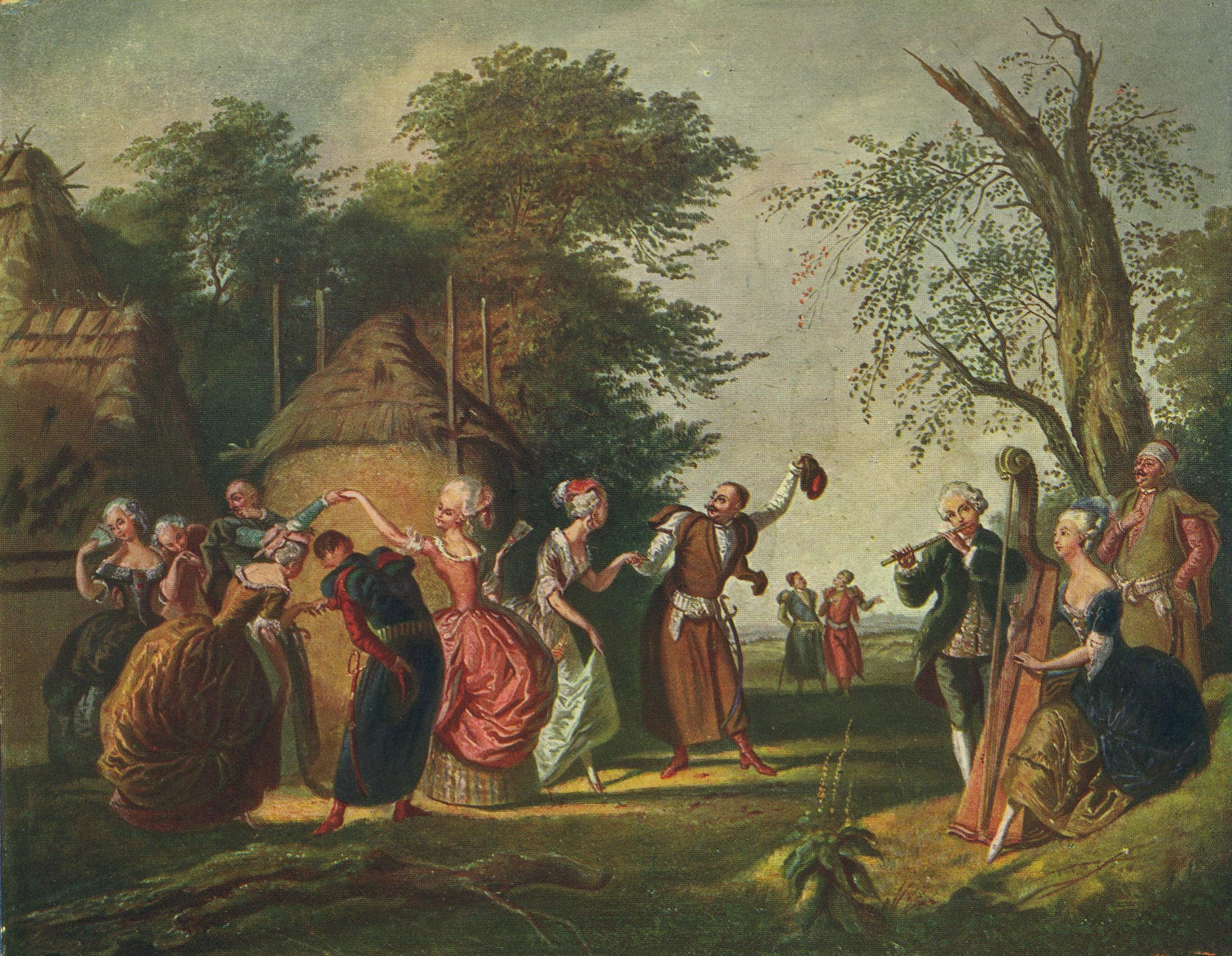
البولنديون يرقصون بولونيز ، اللوحة لكورنيلي زليغيل
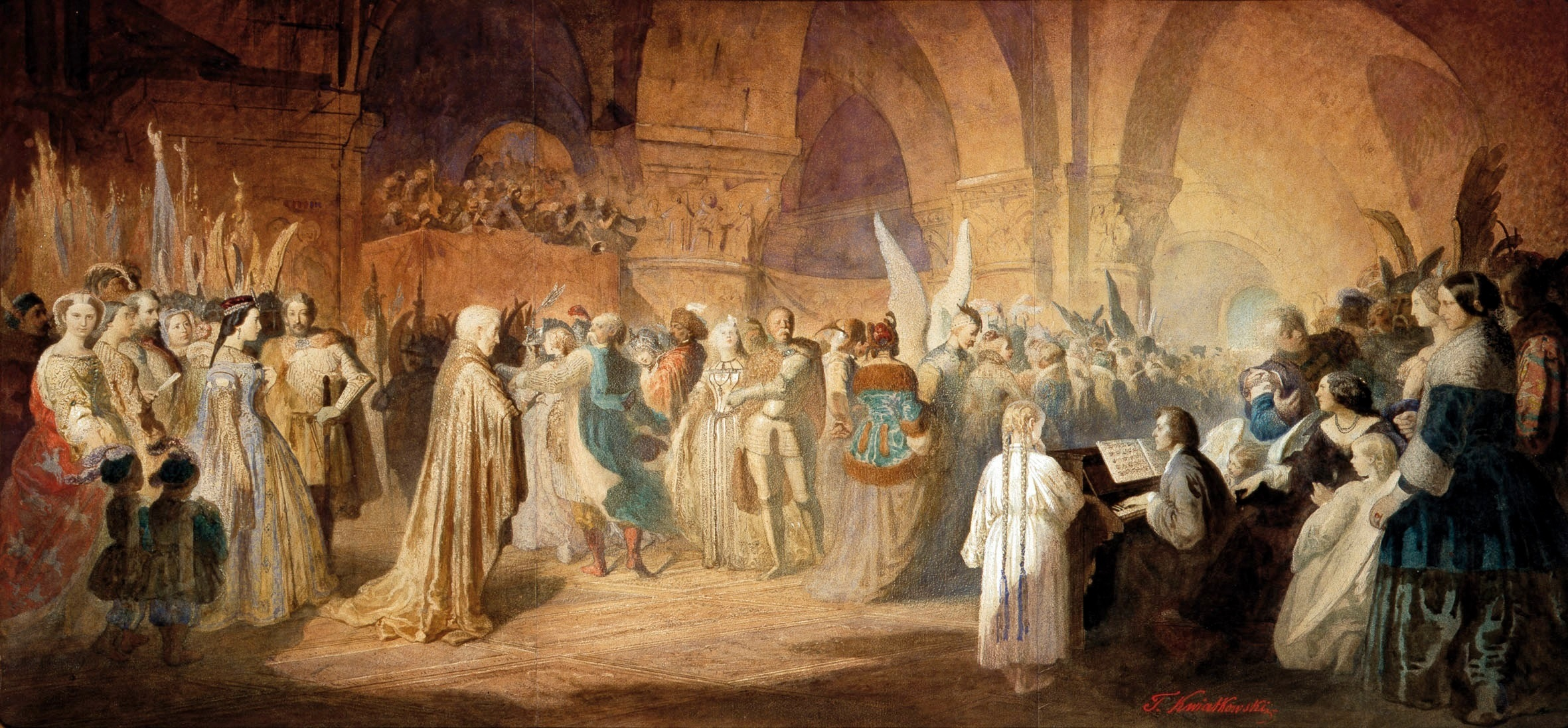
بولونيز شوبان - كرة في فندق لامبرت في باريس.

## أنظر أيضا
- الفالس
- مازوركا

## روابط خارجية
- Polonaise - الرقصة الملكية التي يجب على كل مراهق بولندي إتقانها